# Evangelium nach Markus
| Neues Testament |
| --- |
| Evangelien |
| - Matthäus - Markus - Lukas - Johannes |
| Apostelgeschichte |
| Paulusbriefe |
| - Römer - 1. Korinther - 2. Korinther - Galater - Epheser - Philipper - Kolosser - 1. Thessalonicher - 2. Thessalonicher - 1. Timotheus - 2. Timotheus - Titus - Philemon - Hebräer |
| Katholische Briefe |
| - Jakobus - 1. Petrus - 2. Petrus - 1. Johannes - 2. Johannes - 3. Johannes - Judas                                                                                                 |
| Offenbarung |

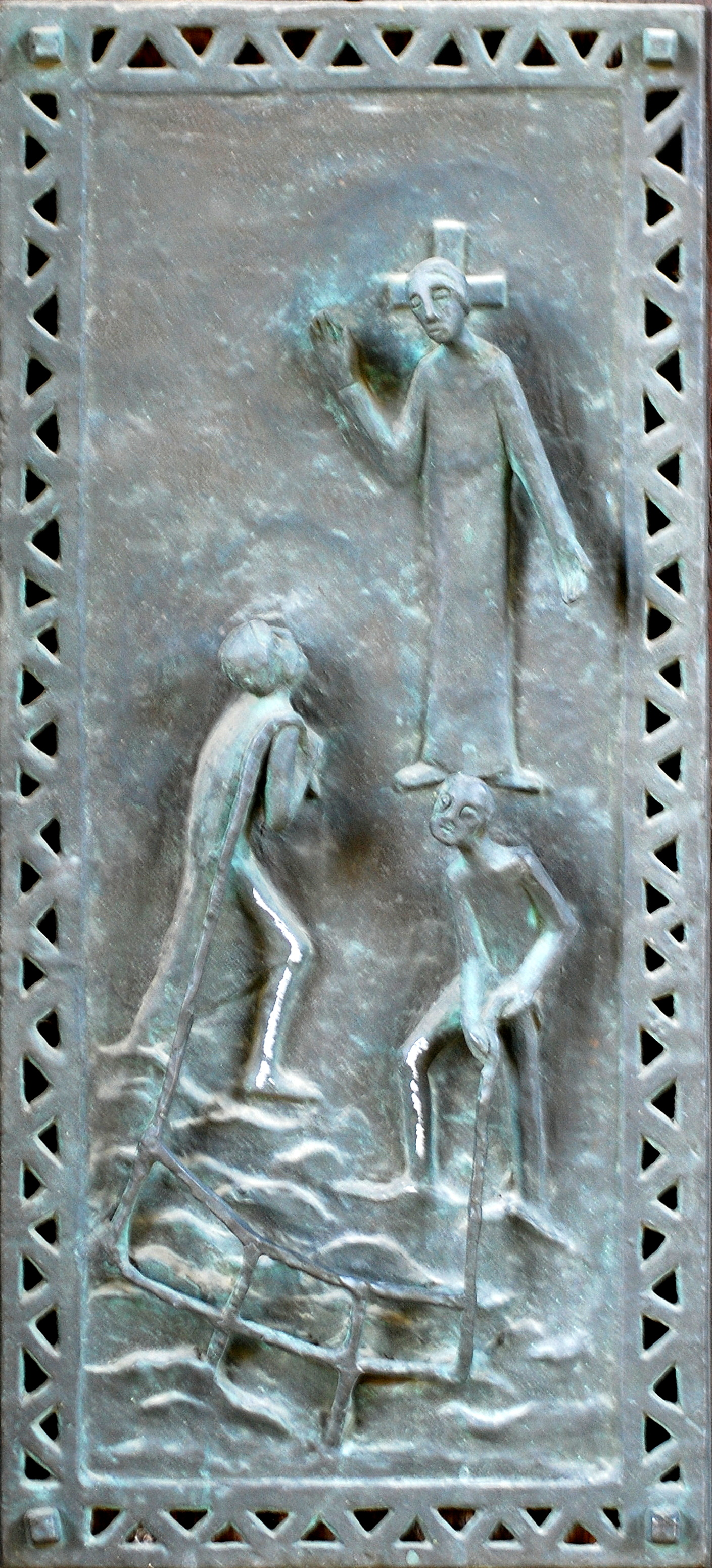
Stadtkirche in Leonberg, Relief an der Außenseite des Hauptportals, Jesus beruft Fischer zu Menschenfischern (Evangelium nach Markus, Kapitel 1, Verse 16^{ff}), Kunstwerk von Ulrich Henn

Das Evangelium nach Markus (auch Markusevangelium, abgekürzt Mk) ist das zweite Buch des Neuen Testaments in der christlichen Bibel. Die Erzählung setzt sich aus 16 Kapiteln mit 661 Versen zusammen und ist das kürzeste der vier kanonischen Evangelien. Im griechischen Original trägt es den Titel euangelion kata Markon (εὐαγγέλιον κατὰ Μᾶρκον), also: „Gute Botschaft nach Markus“; jedoch steht über den ältesten Unzialhandschriften nur der kürzere Titel kata Markon (κατὰ Μᾶρκον), d. h.: „nach Markus“.
Es stellt das öffentliche Wirken des Jesus von Nazaret dar, beschreibt seine Person und insbesondere sein Leiden und Sterben. Jesus wird als Knecht Gottes dargestellt, der die nahe gekommene Herrschaft Gottes verkündigt. Er wird als Mensch dargestellt, der den Menschen dient, sie heilt und lehrt. Gleichzeitig wird so seine Messianität und Gottessohnschaft verkündigt. Nach Mk 4,11–12  ist Jesus selbst das „Geheimnis der Gottesherrschaft“, das anhand typischer Szenen aus seinem Leben umrissen wird (Thomas Söding). Wie aus Mk 9,1  hervorgeht, ging der Verfasser davon aus, dass Jesus selbst das unmittelbar bevorstehende Gottesreich auf Erden angekündigt habe: „Und er sagte zu ihnen: Amen, ich sage euch: Von denen, die hier stehen, werden manche den Tod nicht schmecken, ehe sie gesehen haben, dass das Reich Gottes in Macht gekommen ist.“
Das Markusevangelium ist nach historisch-kritischer Mehrheitsmeinung wahrscheinlich das älteste Evangelium. Gemäß der sogenannten Zweiquellentheorie diente es gemeinsam mit einer griechischen Sammlung von Aussprüchen Jesu (Logienquelle Q) als schriftliche Vorlage für das Matthäus- und das Lukasevangelium. Nach vorherrschender Meinung entstand es recht bald nach dem Ersten Jüdischen Krieg (66 bis 73 n. Chr.), also etwa vier bis fünf Jahrzehnte nach den in ihm geschilderten Ereignissen.

## Verfasser
Wie alle im Neuen Testament gesammelten Texte wurde auch das Markusevangelium in sehr einfacher altgriechischer Sprache verfasst, um möglichst weite Verbreitung zu finden. Das Markusevangelium wurde – wie viele Zeugnisse jüdischer und frühchristlicher Literatur – ursprünglich anonym überliefert, denn die uns bekannte Evangelienüberschrift „Evangelium nach Markus“ wurde erst später hinzugefügt. Vielleicht war den betreffenden Autoren vor allem die Lehre oder die von ihnen verarbeitete Tradition wichtig, nicht so sehr ihr eigener Ruhm als Schriftsteller, weshalb sie hinter ihrem Werk zurücktraten. Typisch für antike Texte ist, dass der Verfasser bzw. die Verfasser häufig nicht mehr eindeutig benennbar sind, was allerdings zumeist der Überlieferung geschuldet ist.
Marcus, gräzisiert Markos, ist kein jüdischer, sondern ein römischer Name. Der älteste Beleg für die Abfassung durch einen Markus findet sich bei Bischof Papias von Hierapolis (wohl um 100 n. Chr.), den Eusebius von Caesarea in seiner Kirchengeschichte zitiert:
„Marcus war der Dolmetscher des Petrus und schrieb sorgfältig auf, was er im Gedächtnis behalten hatte“.
Diese Tradition führt Papias auf die Apostel Jesu zurück:
„Wenn aber irgendwo jemand, der den Presbytern [Aposteln] nachgefolgt war, kam, erkundigte ich [Papias] mich nach den Berichten der Presbyter: Was hat Andreas oder was hat Petrus gesagt, oder was Philippus oder was Thomas oder Jakobus oder was Johannes oder was Matthäus oder irgendein anderer der Jünger des Herrn; was Aristion und der Presbyter Johannes, (beide) des Herrn Jünger, sagen. Denn ich war der Ansicht, dass die aus Büchern (stammenden Berichte) mir nicht soviel nützen würden wie die (Berichte) von der lebendigen und bleibenden Stimme.“
Alle späteren Zeugnisse über die Entstehung des Evangeliums, etwa bei Tertullian, Clemens von Alexandria oder Hieronymus, berufen sich auf Papias und scheiden somit als selbstständige Zeugen aus.
Nach späterer kirchlicher Tradition wurde das Evangelium von dem aus Jerusalem stammenden Johannes Markus (vgl. Apg 12,12 ) verfasst, einem Begleiter des Apostels Paulus. Aus 1 Petr 5,13  wird zudem gefolgert, dass dieser Johannes Markus später zu einem Schüler des Petrus wurde. Er soll dessen Dolmetscher in Rom gewesen sein und dessen Verkündigung aufgeschrieben haben. Gegen die Zuordnung dieses Markus zu Paulus und zu Petrus gibt es den Einwand, dass im Markusevangelium keinerlei paulinische Theologie zu finden sei. Andererseits spricht der Umstand, dass das geographisch und chronologisch breit gestreute patristische Zeugnis kontinuierlich und unumstritten eine relativ unbekannte und nicht apostolische Person als Verfasser nennt, für die Verfasserschaft des Johannes Markus. Dies wird durch die Beobachtung gestützt, dass der Markusbericht lebhafte und lebensnahe Schilderungen enthält, die Vertrautheit mit Augenzeugendetails vermuten lassen, so dass die geschilderten Ereignisse aus dem Blickwinkel des Petrus erscheinen.
Aus der Sicht historisch-kritischer Forschung erscheint es jedoch zweifelhaft, ob der Evangelist Heidenchrist oder Judenchrist palästinischer Herkunft gewesen sein kann, wie es für Johannes Markus und einen Begleiter des Paulus und Petrus vorauszusetzen wäre. Einerseits wird in seinem Griechisch ohne semitische Spracheinflüsse ein Hinweis auf einen hellenistischen bzw. römischen Hintergrund gesehen, andererseits verweist man darauf, dass er zahlreiche aramäische Ausdrücke korrekt übersetzt (zum Beispiel Hephata in 7,34 ) und somit des Aramäischen mächtig gewesen sein dürfte. Von Befürwortern der Annahme, Markus sei Heidenchrist gewesen, wird zudem auf seine wiederholte Kritik am Judentum und die positive Haltung gegenüber den römischen Autoritäten verwiesen; die Gegenposition bezweifelt dagegen, dass ein ehemaliger Heide so früh in der christlichen Geschichte eine so große Wirkungsgeschichte hätte entfalten können.
Diese Erwägungen legen insgesamt den Schluss nahe, der Evangelist könne nicht identisch mit dem Johannes Markus der Apostelgeschichte sein. Insgesamt konnte in der historisch-kritischen Forschung jedoch keine Einigkeit über die Person des Autors erzielt werden.

## Textzeugnisse
Das älteste Textzeugnis, das größere Abschnitte des Markusevangeliums enthält, ist der Papyrus Chester Beatty, nach seinem Sammler Alfred Chester Beatty, „P. Chester Beatty I, (P45)“. Er wird auf das Ende des 2. Jahrhunderts bis Anfang des 3. Jahrhunderts datiert (siehe auch Liste der Papyri des Neuen Testaments und Liste der Unzialhandschriften des Neuen Testaments).

## Entstehungszeit
In Bezug auf die Entstehungszeit des Markusevangeliums besteht weitgehender akademischer Konsens: Da in Mk 13,2  eine Anspielung auf die Zerstörung des Jerusalemer Tempels im Jahre 70 n. Chr. durch Titus gesehen wird, bezieht sich die Mehrheit der jüngeren Datierungsversuche auf diesen Zeitpunkt: Es wird mehrheitlich davon ausgegangen, dass 13,2 eine unechte Prophezeiung (vaticinium ex eventu) sei, d. h., dass hier eine Ankündigung des bereits vergangenen Geschehens der Tempelzerstörung im Nachhinein Jesus in den Mund gelegt worden sei und dass das Evangelium somit nach der Tempelzerstörung entstanden sein müsse.
Einige wenige Exegeten verstehen diesen Vers als echte Prophezeiung und vermuten somit eine Entstehung des Evangeliums in einer Zeit, als der Ausgang des Jüdischen Krieges bereits abzusehen war. Für diese These wird außerdem vorgebracht, dass im genannten Vers die Tempelzerstörung mit dem Weltuntergang gleichgesetzt wird, der historisch ja nicht eingetreten ist; somit müsse es sich um eine echte Prophezeiung handeln, da sie noch von einem Weltuntergang ausgeht.
Eine weitere Gruppe beruft sich auf Mk 13,14 , worin sie eine Anspielung auf die bürgerkriegsähnliche Situation zwischen Sikariern und Zeloten in Jerusalem im Jahre 68/69 sieht und das Evangelium damit in diesen Zeitraum datiert. Dieser Vers wird von anderen Auslegern jedoch eher als Überlieferungsstück aus der Zeit der Caligulakrise (40–50 n. Chr.) gewertet.
Eine dritte Gruppe geht davon aus, dass die Eroberung Jerusalems vor Kriegsende zwar absehbar war, die Zerstörung des zweiten Tempels hingegen nicht. Auch wird von Vertretern dieser These betont, dass die Abfassung des Verses 13,2 nicht mit der Entstehung des gesamten Evangeliums gleichgesetzt werden könne und das Evangelium somit jünger als dieser Vers sein müsse.
José O’Callaghan Martínez (1972) interpretierte den Text des Papyrus-Fragments 7Q5 als eine frühe Form des Markusevangeliums. Dies hätte bedeutet, dass das Evangelium bereits um 50 n. Chr. verfasst worden wäre. Ihm folgend, vertraten Thiede (1984) und Jaroš (2008) die These, dass es sich um die eineinhalb Verse Mk 6,52f  handle. Die hoch umstrittene Identität des Fragments mit der Markusstelle widerlegte jedoch Stefan Enste (2000).
Jaroš sieht die Person des Markus, hier als Johannes Markus, auch in der Nähe des Apostels Simon Petrus, dessen Dolmetscher und Sekretär (Hermeneut) er zeitweise gewesen sein soll (siehe oben). So erscheint er in 1 Petr 5,13  ein Markus als Begleiter des Petrus im Neuen Testament (Simon Petrus und Johannes Markus), sodann in Jerusalem (Apg 12 ); später wurde er im Umkreis von Barnabas und Paulus (Apg 15 ; Kol 4,10 ; 2 Tim 4,11 ; Phlm 1,24 ) genannt. Johannes Markus wurde von Barnabas und Paulus auf die erste Missionsreise mitgenommen (Apg 13,4 ), er brach die Mission ab und kehrte in Perge in Pamphylien um. Sie fand um das Jahr 47 n. Chr. statt und dauerte ungefähr ein Jahr. Zur zweiten Missionsreise wollte Barnabas Johannes Markus wieder mitnehmen, aber Paulus weigerte sich und wählte Silas zum Gefährten, während Barnabas mit Markus nach Zypern fuhr (Apg 15,36–40 ). Die zweite Missionsreise fand ungefähr in den Jahren 49 bis 52 statt.
Um das Jahr 49 bis 50 soll Johannes Markus bei der Gemeindegründung in Alexandria mitgewirkt haben, das bedeutet, sein Wirken in der römischen Provinz Aegyptus fiele dann kurz vor oder nach der Zypernreise mit Barnabas. Im Falle eines Aufenthaltes in den 50er Jahren hätte er jedenfalls des Öfteren oder auch längere Zeit in Alexandria gewesen sein können. Weitere Reisen nach Rom und Kleinasien sind beschrieben. Dann wurde Markus in seiner Leitungsfunktion der Gemeinde in Alexandria von Annianus abgelöst, das wird auf das achte Jahr der Herrschaft von Kaiser Nero (61 n. Chr.) bestimmt. Wieder folgen Reisen nach Rom und innerhalb des östlichen Mittelmeers, im Jahre 68 wird sein Tod in Alexandria vermutet.
| Hypothetische Entstehungszeiten des Evangeliums nach Markus | Adolf von Harnack (1851–1930) | John A. T. Robinson (1919–1983) | Werner G. Kümmel (1905–1995) | Klaus Berger (1940–2020) | Heute mehrheitlich |
| ----------------------------------------------------------- | ----------------------------- | ------------------------------- | ---------------------------- | ------------------------ | ------------------ |
| Markus („Markus Johannes“, „Vetter des Barnabas“)           | 65–70 n. Chr.                 | 45–60                           | ca. 70                       | vor 70                   | um 70              |

## Entstehungsort
Nach altkirchlicher Tradition wird Rom als Abfassungsort benannt, was mit der Verwendung zahlreicher Latinismen (eindrücklichstes Beispiel: Umrechnung von Lepton in Quadrans in 12,42 ) begründet wird. Dagegen wird allerdings eingewendet, dass diese Latinismen vor allem dem Militär- und Finanzbereich entstammen und somit im gesamten Römischen Reich gebräuchlich waren. Auch dem in 13,11–13  gesehenen Hinweis auf die Verfolgung der christlichen Gemeinde in Rom unter Nero (64 n. Chr.) kann die bereits erwähnte Schilderung der Tempelzerstörung entgegengesetzt werden, die eher auf eine geographische Nähe der markinischen Gemeinde zu den Ereignissen des Jüdischen Krieges (66 bis 73 n. Chr.) hinweisen würde. Etliche Exegeten argumentieren damit, dass die im 14 Jahre früher geschriebenen Römerbrief behandelten Probleme der römischen Gemeinde im Markusevangelium nicht thematisiert werden. Als alternative Abfassungsorte werden vor allem Syrien, speziell Antiochia am Orontes, daneben Galiläa, die Dekapolis oder Kleinasien vorgeschlagen. Lediglich Jerusalem und allgemein Palästina werden von allen Exegeten als Entstehungsort abgelehnt, da der Autor mangelhafte Kenntnis lokaler Verhältnisse zeigt.

## Adressaten
Dass das Markusevangelium vorwiegend für eine heidenchristliche Gemeinde niedergeschrieben wurde, wird aus der häufigen Erklärung jüdischen Brauchtums und der Übersetzung semitischer Ausdrücke gefolgert. Wahrscheinlich betrieb diese Gemeinde Mission unter den Heiden, was aus der Annahme gefolgert wird, dass Markus diese legitimieren will, indem er auch Jesus unter den Heiden wirken lässt (vgl. vor allem Mk 7,24 ; 8,10 ). Dass die Gemeinde überhaupt in der Mission tätig war, wird aus 13,10  und 14,9  erschlossen. Darüber hinaus wird in der Exegese allgemein angenommen, dass auch judenchristliche Gemeindemitglieder zu den Hörern/Lesern des Markus zählten, wofür die Behandlung von Themen spreche, die vor allem für ehemalige Juden relevant seien: zum Beispiel die Sabbatfrage (vgl. 2,23–28  und 3,1–6 ), die Fastenfrage (vgl. 2,19 f. ) oder die Reinheitsfrage (vgl. 7,1–23 ).
Zur Gemeindesituation wird die Vermutung geäußert, dass in der Gemeinde christliche Charismatiker und Propheten auftraten, die Termine und Orte der Parusie verkündeten. Gegen diese würde der Evangelist in 13,21 f.  argumentieren. Sollte diese Vermutung zutreffen, so wäre die markinische Gemeinde wahrscheinlich von einer hohen Endzeiterwartung geprägt gewesen, die der Evangelist selbst wohl ebenfalls teilte, wofür auch 9,1  sprechen würde.
In der Forderung einer großen Leidensbereitschaft in Vers 8,34–38  sieht man einen Hinweis darauf, dass die Gemeinde zudem eventuell Verfolgungen durch römische oder jüdische Behörden oder anderen Repressionen ausgesetzt war.

## Sprache und Stil
Beim Markusevangelium fallen der besondere Sprachgebrauch und Schreibstil auf. Das Alltagsgriechisch (sogenannte Koine) ist bei Markus sehr schlicht gehalten und umgangssprachlich geprägt.
Hingegen sieht Jaroš (2008), dass der Verfasser die griechische Sprache hervorragend beherrscht habe und seinen Erzähl- und auch Schreibstil dem zu behandelnden Inhalt im Text anpasste. Er entsprach ganz den später formulierten Ausführungen des Sophisten Demetrios von Alexandria, der zur Zeit der Herrschaft Mark Aurels lebte und Kriterien für den „einfachen Stil“ aufgestellt hatte, so die Verwendung bekannter Wörter, übersichtlicher Satzbau, Anschaulichkeit, Genauigkeit, Wiederholungen und Nebenumstände. Markus’ Erzählstil sei durch diese Kriterien ebenso charakterisiert wie durch seinen lebhaften Tempus- bzw. Aspektwechsel: Aorist, beschreibendes Imperfekt, historisches Präsens. Gerade im Wechsel der Zeitform und des Aspekts in den erzählenden Stücken zeige sich seine meisterliche Beherrschung der griechischen Textsprache. Diese Ansicht vertritt auch Ulrich Victor (2003): Markus sei ein Schriftsteller gewesen, der solche Mittel auf der Höhe seiner Zeit mit hoher Kunst anzuwenden wusste. Ein Hinweis auf seinen meisterhaften Stil, so Jaroš, sei gerade auch der Einsatz des Asyndetons, d. h. des Anschlusses ohne Verbindungswort. Sie folge bei ihm nach den klassischen Regeln, die asyndetisch gereihten Participia conjuncta zeigten seinen souveränen Umgang mit der griechischen Sprache.
Aus der Septuaginta greift er insbesondere theologische Begriffe auf, die er in sein Evangelium einbaut. Daneben finden sich bei ihm zahlreiche Latinismen. Die Sätze sind in der Regel parataktisch aneinandergereiht und durch die Partikeln δέ de (aber) und καί kai (und) miteinander verbunden. Peripetien werden oft durch die Verwendung des erzählenden Präsens und eine Prädikat-Subjekt-Satzstellung markiert. Typisch für den Stil sind ferner der bestimmte Artikel bei Eigennamen sowie eine starke Monotonie bei Verben des Sprechens. Generell berichtet Markus aus der Sicht eines auktorialen Erzählers; er hat sein Evangelium in einem episodisch-anekdotischen Stil aufgebaut.
Markus stellt die menschliche Seite Jesu deutlich in den Vordergrund: Jesus wird zornig und traurig (3,5 ), hat Hunger (11,12 ), ist müde (4,38 ), herzt Kinder (10,16 ), kennt Todesangst (14,33f ).

## Gliederung und Inhalt
Es gibt verschiedene Möglichkeiten der Gliederung. Hier wird die gängigste Gliederung vorgestellt, die eine grobe Zweiteilung des Werkes annimmt:
| Abschnitt                                       | Inhalt | Zusammenfassung |
| ----------------------------------------------- | --- | --- |
| Prolog                                          | | |
| 1,1 – 1,13                                      | - Einführung in das Evangelium (1,1 ) - Johannes der Täufer (1,2–8 ) - Taufe Jesu (1,9–11 ) - Versuchung Jesu (1,12–13 ) | Jesus wird gleich zu Beginn als Gottessohn vorgestellt, sein Auftreten jedoch in Zusammenhang mit Johannes dem Täufer gebracht, der als der im Alten Testament verheißene Vorläufer auftritt. In der Taufperikope wird Jesus von Gott als sein Sohn offenbart und nach seiner Bewährung in der Versuchung kann er mit seinem messianischen Anspruch auftreten. |
| Vollmächtiges Wirken Jesu                       | | |
| 1,14 – 3,12 (Vollmächtiges Wirken vor dem Volk) | - Erstes Auftreten in Galiläa (1,14–15 ) - Berufung der ersten Jünger (1,16–20 ) - Exorzismus in der Synagoge von Kafarnaum (1,21–28 ) - Heilung der Schwiegermutter des Petrus (1,29–31 ) - Weitere Heilungen (1,32–34 ) - Aufbruch aus Kafarnaum (1,35–39 ) - Heilung eines Aussätzigen (1,40–45 ) - Heilung eines Gelähmten (2,1–12 ) - Berufung des Levi (2,13–17 ) - Frage nach dem Fasten (2,18–22 ) - Abreißen der Ähren am Sabbat (2,23–28 ) - Heilung am Sabbat (3,1–6 ) - Heilungen am See Genezareth (3,7-12 ) | Jesus beruft gleich zu Beginn seines öffentlichen Wirkens die ersten vier Jünger, womit seine Ausrichtung auf eine Gemeinschaft angedeutet wird. Durch die mehrfachen Berichte von Wunderheilungen wird zudem seine Vollmacht dargestellt. Diese Heilungen finden zunächst großen Anklang, führen dann jedoch zum Konflikt mit religiösen Autoritäten, die infolge Jesu neuer Gesetzesauslegung schließlich einen ersten Todesbeschluss fassen und somit einen ersten Hinweis auf die Passion geben. |
| 3,13 – 6,6a (Lehr- und Wundertätigkeit)         | - Einsetzung des Zwölferkreises (3,13–19 ) - Ablehnung durch Angehörige (3,20–35 ) - Gleichnis vom Sämann mit Interpretation (4,1–20 ) - Gleichnis vom Licht unter dem Scheffel (4,21–25 ) - Gleichnis von der selbstwachsenden Saat (4,26–29 ) - Gleichnis vom Senfkorn (4,30–32 ) - Ende der Gleichnisrede (4,33–34 ) - Sturmstillung (4,35–41 ) - Heilung des Besessenen Geraseners (5,1–20 ) - Auferweckung der Tochter des Jaïrus, Heilung der Blutflüssigen (5,21–43 ) - Ablehnung in der Heimat (6,1–6a ) | Jesu Einflussbereich erstreckt sich nun über Galiläa hinaus und vertreibt auch in den Nachbargebieten das Böse. Dennoch stößt sein Wirken auf Widerstand. Im Wesentlichen werden in diesem Abschnitt vier Themen behandelt: Zunächst werden die Hörer Jesu gruppiert, indem er den Zwölferkreis als seine neue Familie einsetzt, während er sich von seiner Herkunftsfamilie abgrenzt. Darauf folgt die Gleichnisrede, in der Jesus das Reich Gottes beschreibt. Dieser schließt sich der Höhepunkt von Jesu Wunderwirken an. Der Abschnitt schließt mit einer erneuten Ablehnung in seiner Heimat. |
| 6,6b – 8,26 (Jesu Wanderschaft)                 | - Aussendung der zwölf Jünger (6,7–13 ) - Herodes hört von Jesus (6,14–16 ) - Enthauptung des Täufers (6,17–29 ) - Rückkehr der zwölf Apostel (6,30–33 ) - Speisung der Fünftausend (6,34–44 ) - Gang auf dem Wasser (6,45–52 ) - Krankenheilungen (6,53–56 ) - Frage nach Reinheit (7,1–23 ) - Erhörung der Bitte einer heidnischen Frau (7,24–30 ) - Heilung eines Taubstummen (7,31–37 ) - Speisung der Viertausend (8,1–10 ) - Verweigerung eines Zeichens (8,11–13 ) - Warnung vor Pharisäern und Herodianern (8,14–21 ) - Heilung eines Blinden bei Betsaida (8,22–26 )                                                       | Der Abschnitt beginnt mit der Aussendung der zwölf Jünger, die vermutlich auf die Kirche verweisen soll, die Jesu Auftreten fortsetzt. Das Martyrium des Täufers schließt an die Ablehnung Jesu in der Heimat an und nimmt seine Passion vorweg. Der dann folgende Teil ist von einem Übergang Jesu Heilshandelns von den Juden hin zu den Heiden gekennzeichnet. Der gesamte erste Abschnitt des Evangeliums endet schließlich mit erneuten Auseinandersetzungen mit jüdischen Gelehrten. |
| Weg zum Kreuz                                   | | |
| 8,27 – 10,52 (Weg nach Jerusalem)               | - Messiasbekenntnis des Petrus (8,27–30 ) - Erste Leidensankündigung (8,31–33 ) - Nachfolge (8,31 )–9,1 - Verklärung (9,2–10 ) - Wiederkunft des Elija (9,11–13 ) - Heilung eines besessenen Jungen (9,14–29 ) - Zweite Leidensankündigung (9,30–32 ) - Rangstreit der Jünger (9,33–37 ) - Warnung vor fremden Wundertätern und der Verführung (9,38–48 ) - Vom Salz (9,49–50 ) - Aufbruch nach Judäa (10,1 ) - Von der Ehe (10,2–12 ) - Segnung der Kinder (10,13–16 ) - Reichtum und Nachfolge (10,17–31 ) - Dritte Leidensankündigung (10,32–34 ) - Herrschen und Dienen (10,35–45 ) - Heilung des blinden Bartimäus (10,46–52 ) | In diesem Abschnitt beginnt Jesu Weg nach Jerusalem und somit ins Leiden. Dies wird auch geografisch verdeutlicht, indem die geschilderten Handlungen von Caesarea im Norden, über Philippi, Galiläa, die Jordansenke und Jericho bis vor Jerusalem lokalisiert sind. Inhaltliche Gliederungsmerkmale sind die drei Leidensweissagungen, auf welche die Jünger jeweils mit Unverständnis reagieren. Den Abschluss bildet das letzte Heilungswunder Jesu. |
| 11,1 – 13,37 (Wirken in Jerusalem)              | - Einzug in Jerusalem (11,1–11 ) - Verfluchung des Feigenbaums (11,12–14 ) - Tempelreinigung (11,15–19 ) - Vom Glauben (11,20–25 ) - Vollmachtsfrage (11,27–33 ) - Gleichnis von den bösen Winzern (12,1–12 ) - Frage nach der kaiserlichen Steuer (12,13–17 ) - Sadduzäerfrage (12,18–27 ) - Frage nach dem wichtigsten Gebot (12,28–34 ) - Davidssohnfrage (12,35–37a ) - Worte gegen die Schriftgelehrten (12,37b–40 ) - Lob der armen Witwe (12,41–44 ) - Endzeitrede (13 ) | Das letzte Auftreten Jesu in Jerusalem wird durch einen provokativen Einzug in die Stadt mit Proklamation Jesu als Davidssohn eingeleitet und gipfelt in der sogenannten „Tempelreinigung“. Hier kommt die Eskalation der Auseinandersetzungen zwischen Jesus und den jüdischen Autoritäten deutlich zum Ausdruck. Nach einem ersten Todesbeschluss kommt es zum offenen Konflikt: Abgesandte des Synhedrions fragen nach der Vollmacht Jesu, dieser kontert mit der Parabel von den bösen Winzern. Daraufhin wird ein weiterer Todesbeschluss gefasst, auf den drei weitere Streitgespräche um zentrale theologische Fragestellungen folgen. Daran schließt sich die letzte Rede Jesu an, die unter Aufnahme alttestamentlicher Weissagungen das Ende der bestehenden Weltordnung prophezeit. Sie verfolgt im Wesentlichen drei Anliegen: 1.) die hereinbrechenden Katastrophen erst als Anfang des Endes zu charakterisieren, 2.) die christliche Gemeinde zu trösten und zu ermutigen, 3.) zu warnen und zu ermahnen.                 |
| 14,1 – 16,8 (Passion, Tod und leeres Grab)      | - Beschluss des Hohen Rates (14,1–2 ) - Salbung in Betanien (14,3–9 ) - Verrat durch Judas (14,10–11 ) - Pessachmahl (14,12–25 ) - Gang zum Ölberg (14,26–31 ) - Gebet in Getsemani (14,32–42 ) - Gefangennahme (14,43–52 ) - Synhedrialprozess (14,53–65 ) - Verleugnung durch Petrus (14,66–72 ) - Pilatusprozess (15,1–5 ) - Barabbasszene (15,6–15 ) - Verspottung (15,16–20a ) - Kreuzigung (15,20b–32 ) - Tod Jesu (15,32–41 ) - Begräbnis (15,42–47 ) - Das leere Grab (16,1–8 ) | Die eigentliche Passion beginnt mit einer erneuten Beratung, wie man Jesus töten könne. Markus schildert hier chronologisch die Abläufe bis zur Verhaftung, wobei die Abendmahlszene mit Jesu Deutung seines Todes als Hingabe für „die vielen“ sicherlich als Höhepunkt dieses Weges zum Kreuz zu sehen ist. Einen weiteren Höhepunkt stellt die Getsemaniszene dar, in welcher der eigentliche Schrecken der Passion als Verlassenheit durch die Menschen und Verwerfung durch Gott gekennzeichnet wird. Strukturierendes Stichwort für die folgenden Teile der Passion ist der Begriff „überliefern“: Judas überliefert Jesus an die Synhedristen, diese überliefern ihn an Pilatus, der ihn wiederum an die Kriegsknechte überliefert. Die Gottverlassenheit Jesu aus der Getsemaniszene wird erst nach Jesu Tod durchbrochen, was durch wundervolle Zeichen geschieht und durch das Sohn-Gottes-Bekenntnis des römischen Hauptmanns ausgedrückt wird. Das Evangelium schließt ursprünglich mit der Verkündigung des Engels im Grab. |
| 16,9 – 16,20                                    | Sekundärer Schluss (siehe entsprechender Abschnitt unten) | Sekundärer Schluss (siehe entsprechender Abschnitt unten) |

Die meisten Gliederungen des Markusevangeliums orientieren sich an diesem Schema. Sie weichen nur in der Zuordnung der Perikopen an den Rändern der Abschnitte ab. Auch bestehen einige Unterschiede in der Zuordnung des Weges nach Jerusalem unter dem Weg zum Kreuz: Einige Exegeten halten dies für einen dritten Hauptabschnitt des Evangeliums. Weitere Gliederungsmöglichkeiten sind deutlich weniger verbreitet. So stellt Gnilka eine Möglichkeit dar, die sich am Jüngererzählgefälle orientiert.

## Tradition und Redaktion

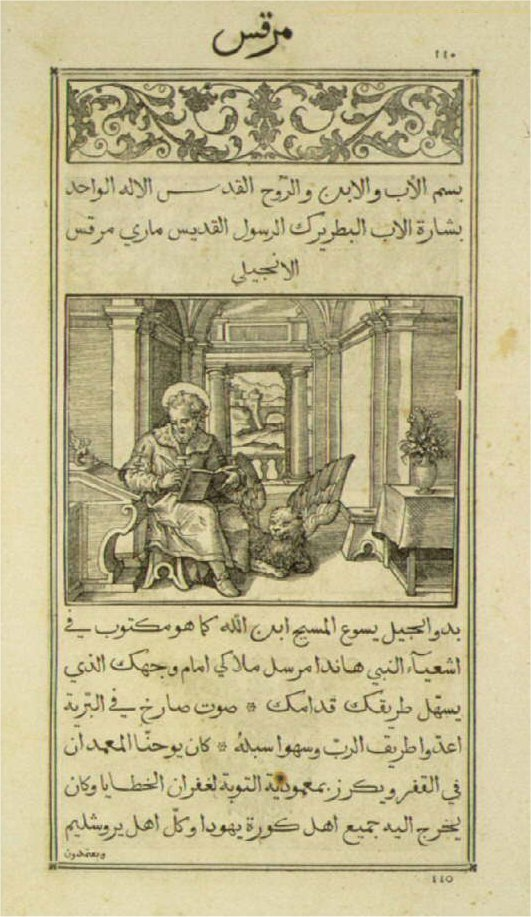
Eine arabische Übersetzung des Markusevangeliums (etwa 1591)

Man geht davon aus, dass Markus bei der Verschriftlichung seines Evangeliums auf zahlreiche christliche Traditionen um Jesus zurückgreifen konnte, die vor allem der Missionspredigt, dem liturgischen Gebrauch, der Gemeindekatechese und der Apologetik entstammen dürften. Viele dieser Traditionen werden in hellenistisch geprägten judenchristlichen Gemeinden im vorderasiatischen Raum verortet, insbesondere in Galiläa, Syrophönizien, der Dekapolis und besonders auch in Jericho und Jerusalem. Einige Exegeten vertreten die Ansicht, dass diese Traditionen teilweise schon zu größeren Einheiten zusammengefasst und eventuell sogar bereits verschriftlicht waren – aufgrund des recht einheitlichen Bildes des Markusevangeliums bleibt dies jedoch zumindest so lange hypothetisch, bis entsprechende Quellen gefunden werden können.
Weitgehender Konsens besteht darin, dass der Passionsbericht dem Evangelisten bereits als größere Einheit vorlag und vermutlich auch schon verschriftlicht war. Man vermutet, dass dieser auf Traditionen der Jerusalemer Urgemeinde beruht. Auch Teile der Endzeitrede werden einer urchristlichen apokalyptischen Gemeindetradition zugerechnet. Daneben werden zahlreiche weitere Einheiten als Tradition gehandelt, bei denen jedoch umstritten ist, welche Anteile konkret auf das Konto des Evangelisten gehen und welche traditionell sind. Hierzu zählen die Streitgespräche in Kapitel 2 , die Gleichnisse in 4  und die Behandlung theologischer Fragen in Kapitel 10 . Der Evangelist hat sicher noch zahlreiche weitere kleine Einheiten und Traditionen aufgenommen, deren Identifikation im Einzelnen jedoch sehr umstritten ist.
Im Markusevangelium sind vor allem Wunder- und Exorzismusgeschichten verarbeitet, während Worte Jesu im Vergleich zu Lukas und Matthäus eher selten auftreten. Daraus wird geschlossen, dass dem Verfasser vor allem Heilungswunder als Traditionen vorlagen, die wahrscheinlich der Missionsarbeit entstammten. Nur sehr begrenzten Zugang hatte der Evangelist hingegen zum Logiengut; die Logienquelle Q muss ihm gänzlich unbekannt gewesen sein.
Der Feder des Evangelisten werden in der Regel die Schweigegebote in 8,30  und in 9,9  zugeschrieben. Auch die zweite und dritte Leidensankündigung gelten als Komposition des Evangelisten aus 8,31 . Die Gesamtkomposition des Evangeliums wird einhellig der Redaktion des Evangelisten zugeschrieben: Der scheinbar historische Rahmen des Evangeliums wurde in erster Linie zur Entfaltung seiner Theologie geschaffen. Trotzdem wird die redaktionelle Tätigkeit des Evangelisten in einem gemäßigten Rahmen gesehen, sonst würden im Evangelium nicht so viele inhaltliche Spannungen bestehen, die durch die Verwendung mehrerer verschiedener Traditionen entstanden sein müssen.
Seit dem Fund eines Clemens von Alexandria zugeschriebenen Briefes im Jahr 1958 wird von einzelnen Autoren die These vertreten, dass einige Passagen aus dem Markusevangelium gekürzt worden seien, weil sie nicht in das Glaubensbild der Kirchenväter gepasst hätten (siehe dazu: Geheimes Markusevangelium).

### Sekundärer Schluss
In den ältesten Handschriften des Markusevangeliums (Codex Sinaiticus und Codex Vaticanus) endet das Markusevangelium mit Vers 16,8 . Sogar in der Minuskel 304 aus dem 12. Jahrhundert fehlen 16,9–20 . Im Codex Bobiensis wird ein kürzerer Schluss angefügt, der wohl im 4./5. Jahrhundert entstanden ist. Sonstige Handschriften verwenden den uns bekannten sogenannten „kanonischen Schluss“ 16,9–20 , der als Kombination von Elementen des Lukas- und des Johannesevangeliums sowie der Apostelgeschichte gesehen und dessen Entstehung in der ersten Hälfte des 2. Jahrhunderts vermutet wird. Die Interpretationen dieses abrupten Endes in 16,8  sind widersprüchlich:
Eine Möglichkeit wäre, dass das Markusevangelium ursprünglich unvollständig veröffentlicht wurde oder aber der ursprüngliche Schluss verloren ging. Hierfür wird vorgebracht, dass das Wort γαρ („nämlich“) ein literarisch unschöner Schluss für das Evangelium wäre. Dies wird von einigen Exegeten jedoch angezweifelt, da Matthäus und Lukas das Markusevangelium als Vorlage verwendet haben, jedoch einen jeweils eigenen Schluss schrieben. Demnach müsste das Ende des Markusevangeliums zwischen 80 und 90 n. Chr., also schon kurz nach der Entstehung, verloren gegangen sein, was wiederum als unwahrscheinlich beurteilt wird.
Die Gegenposition vermerkt, dass der Grabesengel alle Inhalte der urchristlichen Osterbotschaft äußere und insofern das Evangelium abrunde. Das Fehlen des Schlusses wird dann als ein bewusstes Mittel des Evangelisten verstanden, um sein theologisches Anliegen einer Kreuzestheologie zu unterstreichen. Hiergegen wird aber wiederum vorgebracht, dass nach 14,28  eigentlich eine Erscheinung des Auferstandenen zu erwarten sei und insofern ernsthaft mit der Möglichkeit gerechnet werden muss, dass der Schluss tatsächlich verloren ging.

## Theologie

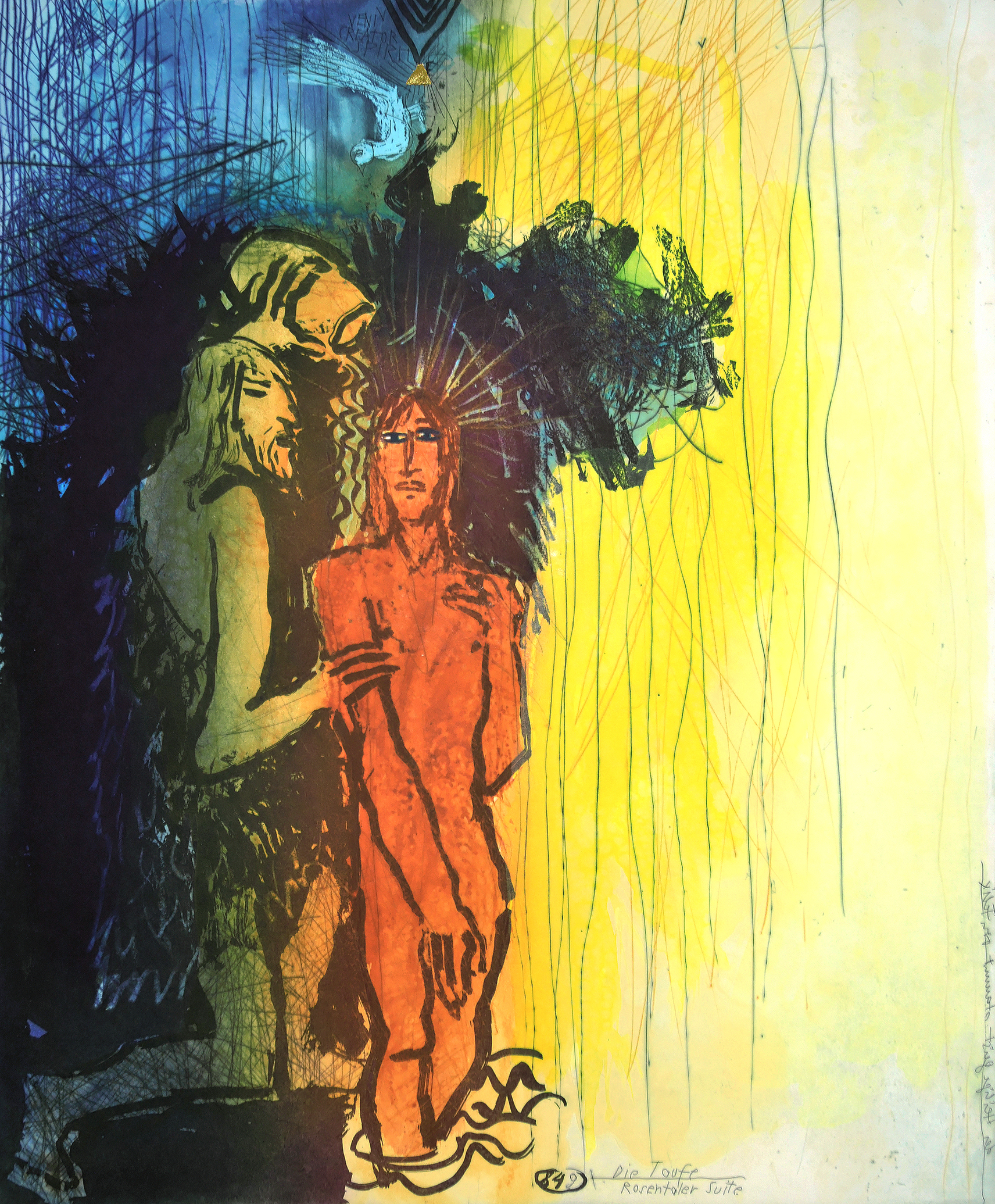
Johannes der Täufer tauft Jesus im Jordan. Handkolorierte Farbradierung «Die Taufe» von Adi Holzer 1997.

Das Markusevangelium erzählt die Geschichte des Wirkens Jesu als erwachsener Mann. Man geht davon aus, dass der Evangelist dafür den Zeitraum von einem Jahr veranschlagt hat. Am Anfang dieses Wirkens steht die besondere Erwählung Jesu, die sich in der Taufe im Jordan und der Offenbarung als Gottessohn manifestiert und die Jesus überhaupt erst die Befähigung zu seinem Wirken gibt. Hiervon ausgehend wird ausführlicher geschildert, wie Jesus auf seine Mitmenschen wirkt: Er ruft vor allem Staunen und Ehrfurcht bis hin zu Bestürzung und Unverständnis hervor. Zentrum des Wirkens Jesu ist jedoch sein unschuldiger Tod am Kreuz, auf den das gesamte Evangelium ausgerichtet ist. Aus diesem Grund wurde das Markusevangelium auch bereits als „Passionsgeschichte mit ausführlicher Einleitung“ bezeichnet. Im Markusevangelium kommen verschiedene theologische Gedanken zum Tragen:

### Jesus und Gott
Bereits im Eingangsvers (Mk 1,1 ) bezeugt das Markusevangelium: Jesus ist der Christus (d. h. der erwartete Messias), er ist der Sohn Gottes. In seiner Menschheit wird Jesus von Markus als echter Jude dargestellt, der sich auf den alttestamentlichen Gott bezieht (vgl. 12,28–30  parr. Dtn 6,4–5 ; 12,26 ). Insofern verdankt der markinische Jesus sich in seiner gesamten Existenz, seiner Sendung und in seiner Vollmacht ebendiesem Gott, was durch die Bezeichnung als „Gottessohn“ beschrieben wird. Markus bezieht sich während seines gesamten Evangeliums immer wieder auf das Erste Testament und versucht zu bezeugen, dass der im Alten Testament beschriebene Wille Gottes sich in Jesus realisiert – d. h., dass sich die Schrift in Jesus erfüllt. Wenn er Jesus sich in seinen Belehrungen also stets auf Traditionen des Ersten Testaments berufen lässt, so möchte der Evangelist zum Ausdruck bringen, dass Jesu Sendung, Weg und Botschaft dem Ratschluss Gottes entsprechen.
Das direkte Handeln Gottes wird im Evangeliumstext durch das sogenannte passivum divinum angezeigt. Damit bezeichnet man eine nicht nur im Urchristentum geläufige Sprachgewohnheit, wonach man die Nennung Gottes dadurch vermeidet, dass man sein aktives Handeln nicht benennt, sondern über den von seinem Handeln Betroffenen eine passivisch formulierte Aussage trifft. Darin dürfte sich nach Meinung der meisten Exegeten eine Scheu des Evangelisten vor der Majestät Gottes äußern.

### Johannes der Täufer

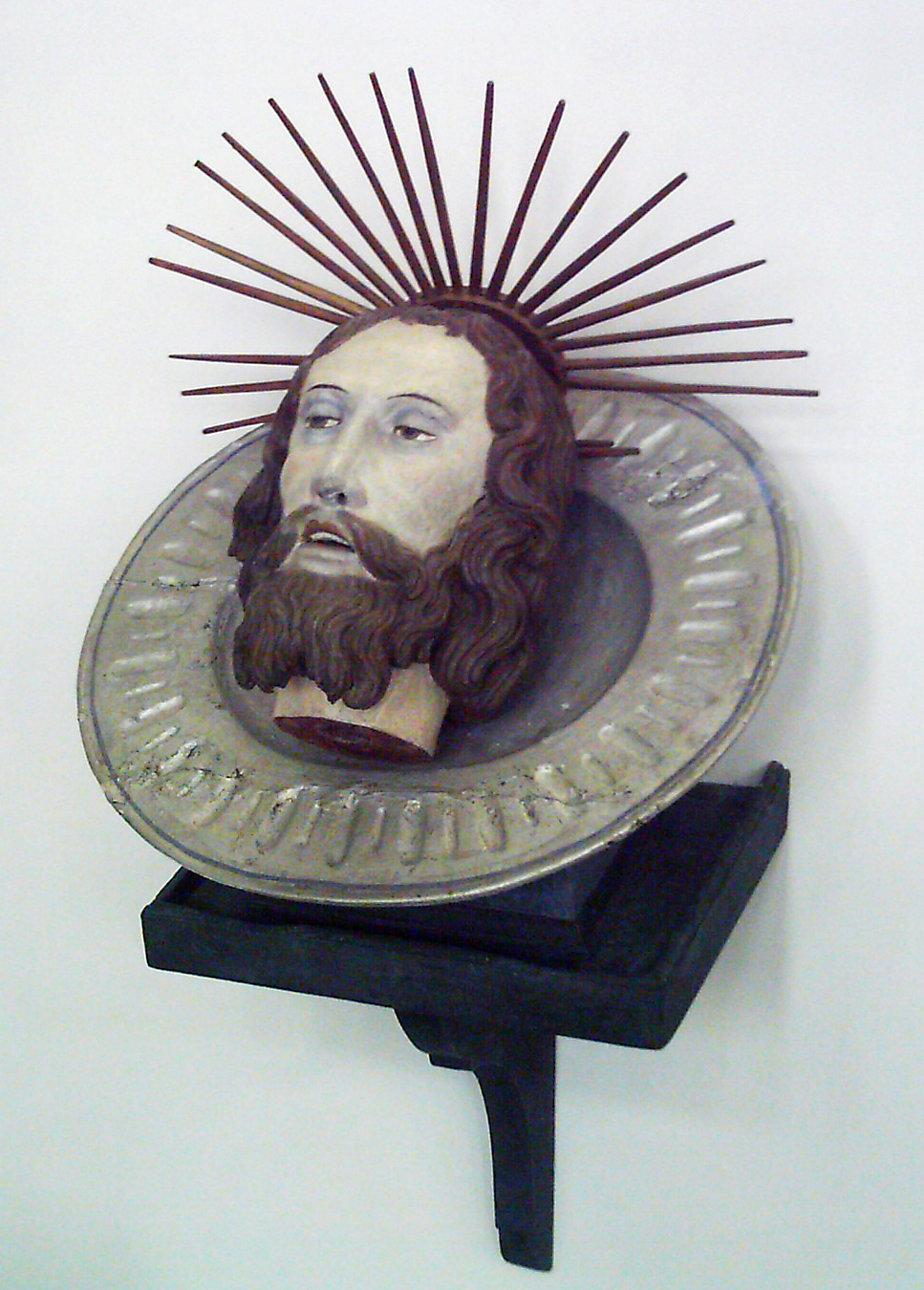
Johannes der Täufer geht in seinem Tod Jesus voraus; „Johannesschüssel“ in Bruderschaftskirche St. Johann in Rot an der Rot

Johannes der Täufer wird vom Evangelisten verstanden als der im Alten Testament prophezeite Vorläufer Jesu. Deshalb habe er ihn mit Zügen des Elija ausgestattet, der nach Mal 3,23  dem Messias vorausgehen müsse. Dass Jesus in die Fußstapfen des Johannes tritt, soll ihn als den gemäß der prophetischen Tradition erwarteten Messias kennzeichnen. Aber auch in seinem gewaltsamen Tod geht der Täufer Jesus voraus.

### Reich-Gottes-Predigt
Wesentliches Kennzeichnen der Predigt Jesu vom Evangelium Gottes ist die Herrschaft/das Reich Gottes (Βασιλεία του Θεού). Man geht davon aus, dass Markus hierunter zweierlei versteht:
1. Das Nomen actionis der Ausübung königlicher Herrschermacht durch Gott
2. Den Zeitraum einer majestätischen Gottesherrschaft als von Gott aufgerichtetes, immerwährendes und unzerstörbares Reich, wie es in Dan 2,44 EU beschrieben wird. Wesentliches Charakteristikum dieses Gottesreiches ist das ewige Heil, das nach dem Gericht über jegliche widergöttliche Tyrannei herrschen wird.

Markus sieht dieses Reich Gottes bereits in Jesu Wirken angebrochen, versteht Jesus jedoch nicht als Auslöser oder Initiator dieses Reiches. Der Anbruch des Gottesreiches in Jesu findet seinen Ausdruck in den Heilungswundern und Exorzismen, bei denen die widergöttlichen Mächte vertrieben werden. Dieses Heil ist nach markinischem Verständnis jedoch nur für diejenigen erreichbar, die auch wirklich an die Ankunft des Gottesreiches in Jesu glauben. Dieses Heilswirken Jesu beschränkt sich nicht allein auf Juden, womit betont werden soll, dass das Heil Gottes auf alle Völker ausgerichtet ist. Deshalb muss das Evangelium nach Auffassung seines Verfassers auch allen Völkern gepredigt werden, was er dann auch in 13,10  und 14,9  fordert.
Jesu verbale Verkündigung des Gottesreiches ist vor allem in seinen Gleichnissen präsent. In Bildern der Aussaat, des Aufwachsens und Erntens spricht er dort analogisch vom Reich Gottes: Es gilt, gelassen und zuversichtlich dem Kommen des Reiches Gottes in der Endzeit entgegenzusehen (vgl. 4,26–29 ). Eine Voraussetzung für die Vollendung der Gottesherrschaft und das „ewige Leben“ als Heilsziel sieht der Evangelist in der Predigt des Evangeliums (vgl. 4,30–32 ).

#### Parabeltheorie
Die Parabeltheorie wurde ursprünglich als Bestandteil des Messiasgeheimnisses gesehen, heute jedoch eher unabhängig davon betrachtet. Sie besagt, dass Markus die Gleichnisse als Rätsel versteht, die dem Zweck dienen, die Wahrheit über das Reich Gottes zu verhüllen, um ein Gericht über das verstockte und widerspenstige Volk zu verhängen. Begründet wird dies vor allem damit, dass Markus mehrfach das Judentum kritisiert, die Gleichnisrede vor einer größeren Volksmenge stattfinden lässt und in 4,10–12  selbst eine apologetische Absicht gegenüber „Außenstehenden“ äußert. Im weiteren Rahmen des Messiasgeheimnisses wird dies dann so gedeutet, dass die Parabeln nur von demjenigen verstanden werden können, dem auch das Messiasgeheimnis gelüftet wurde, so wie er auch nur dann das Wirken Jesu begreifen kann.
Diese Theorie wird in zahlreichen jüngeren Stellungnahmen jedoch infrage gestellt oder anders interpretiert. So gibt es auch den Ansatz, der Auflösung von Gleichnissen einen didaktischen Charakter zuzuschreiben oder es als einziges dem Menschen adäquates Kommunikationsmittel zu sehen, das zugleich die grundsätzliche Unzugänglichkeit Gottes wahre. Andere Exegeten sehen die Parabeltheorie als ein aus der vormarkinischen Tradition verbliebenes Konstrukt, das nicht in das eigentliche Konzept des Markusevangeliums passt und vom Evangelisten nur übernommen wurde, weil er verschiedene Traditionen aufnehmen wollte. Hoch gehandelt wird zudem die These, dass das Gleichnisgeheimnis den Gnadencharakter von Offenbarung und Berufung unterstreichen soll, indem es nur denjenigen entschlüsselt wird, denen Gott die Gnade des Glaubens schenkt.

### Gottesvolk
Im Markusevangelium finden sich zahlreiche Verdikte gegen das Judentum und die Juden, die sich zum Ende des Evangeliums hin stark häufen: Beispielsweise versteht Markus die Tempelreinigung als Abschaffung des jüdischen Kultes, das Gebot der Nächstenliebe als Relativierung der jüdischen Gesetzespraxis, das Sabbatgebot interpretiert er mit dem Menschen im Mittelpunkt neu und jüdische Speisevorschriften erklärt er zum „Unsinn“. Dem gegenüber konstituiert Markus ein neues Gottesvolk, das aus allen Völkern besteht, denen das Evangelium gepredigt werden soll. Dass Markus ausgerechnet Galiläa als Ausgangspunkt des Heils Jerusalem, dem Zentrum der jüdischen Religion, gegenübersetzt, unterstreicht diese Kritik am Judentum. Als Stammväter des neuen Gottesvolkes sieht er den Zwölferkreis der Apostel. Auch wenn dieses markinische Gottesvolk die Heiden mit einschließt, können trotzdem Juden, die gläubig werden, in dieses Volk aufgenommen werden.

### Christologie
Die markinische Christologie kennt verschiedene Motive, die in der Wissenschaft teilweise kontrovers diskutiert werden.

#### Messiasgeheimnis

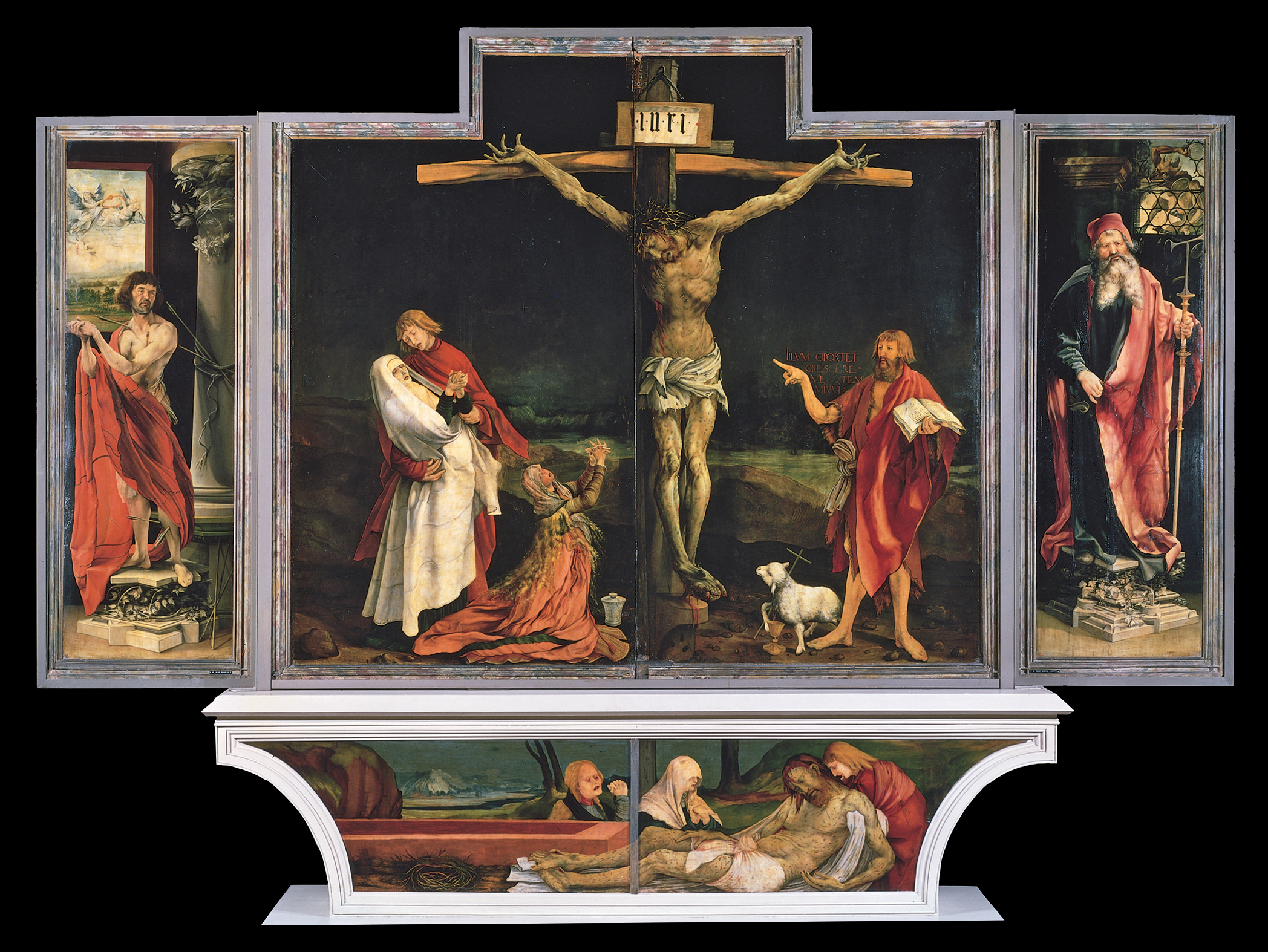
Der Isenheimer Altar betont den Leidenstod Jesu und entspricht so markinischer Kreuzestheologie

Das Messiasgeheimnis ist eine von William Wrede erstmals als dogmatisches Konstrukt erkannte Theorie des Markusevangeliums. Er schrieb dieses jedoch der vormarkinischen Tradition zu und benannte drei Elemente dieser Theorie: Schweigegebote an Dämonen, Geheilte und Jünger, Unverständnis und Unglaube der Jünger und die Parabelbelehrung. Heute versteht man nur noch die Schweigegebote als eigentliche Elemente des Messiasgeheimnisses und sieht hinter Jüngerunverständnis und Parabelbelehrung eigene theologische Aussagen, die nur noch mittelbar mit dem Messiasgeheimnis zusammenhängen. Schweigegebote finden sich zum Beispiel in 1,25 , 7,36  oder in 8,30 . Die meisten Exegeten gehen davon aus, dass diese verdeutlichen sollen, dass Jesus aus seinen Wundertaten heraus nicht vollständig erkannt werden kann. Dieses Verständnis wird mit 9,9  begründet, wo das Schweigegebot lediglich bis zur Auferstehung terminiert ist. Daraus wird dann geschlossen, dass Jesus erst durch Kreuz und Auferstehung uneingeschränkt erkannt werden könne. Als Schlüsselszene für die Erkenntnis Jesu wird dann das Bekenntnis des Römischen Hauptmanns erachtet:

„Als der Hauptmann, der Jesus gegenüber stand, ihn auf diese Weise sterben sah, sagte er: Wahrhaftig, dieser Mensch war Gottes Sohn.“

Das Messiasgeheimnis wird also vor allem als Abwehr einer „theologia gloriae“ zugunsten einer „theologia crucis“ verstanden. Dies wird zudem als Argument im Streit um den sekundären Schluss vorgebracht, da nach Ansicht einiger Exegeten die Erscheinung des Auferstandenen im kanonischen Schluss den Blick auf das Kreuz verstellen würde.

#### Hoheits- und Niedrigkeitstitel
Der wichtigste Hoheitstitel Jesu im Markusevangelium ist der des Gottessohnes. Damit knüpft Markus nicht an den hellenistischen oder stoischen Sohnesbegriff, sondern an den hebräischen an, der so an zahlreichen Stellen des Ersten Testaments begegnet. Mit diesem Begriff meint Markus also keine physische Abstammung Jesu von Gott, sondern greift einen in der damaligen Zeit zumindest vorbereiteten titularen Gebrauch des Gottessohn-Prädikats für den erwarteten Messias auf. Zugleich entwickelt Markus diesen Titel auch weiter: Während ursprünglich im christlichen Glauben die Inthronisation Jesu als Gottessohn mit der Auferstehung zusammenfiel, verlegte Markus diese durch die Taufperikope auf den Beginn des öffentlichen Wirkens Jesu vor. Vermutlich verstand Markus Jesu Gottessohnschaft als einzigartiges Verhältnis von ihm zu Gott, in dem er als letzter Bote Gottes, in Form eines charismatischen Wundertäters, auftrat. Markus sieht in Jesus den Gottessohn sowohl als charismatischen Wundertäter, als auch als königlichen Messias bzw. endzeitlichen Heilbringer und zwar ab Beginn seines öffentlichen Wirkens, nicht jedoch in Form eines Präexistenzgedankens.
Ein weiterer zentraler Titel Jesu ist der des Menschensohnes. Auch dieser entstammt der jüdisch-apokalyptischen Tradition und bezeichnet dort eine Menschengestalt im Endgeschehen, die Gott nahesteht und mit einmaliger Vollmacht ausgestattet ist. Diesen Titel gebraucht Jesus häufig für sich selbst, spricht dann aber vom Menschensohn in der dritten Person. Bei Markus handelt es sich hierbei um einen Niedrigkeitstitel, der vor allem mit dem Leidensweg Jesu in Verbindung steht, welcher in 10,45  letztlich auch anhand dieses Titels gedeutet wird. Zugleich bezieht sich der Titel auf den vollmächtig wirkenden Jesus (zum Beispiel in 2,10 ) und auf den eschatologischen Richter (zum Beispiel in 13,26 f. ).
Für die Hoheitstitel ist vor allem 14,61 f.  interessant, wo Markus Jesus sich nicht nur zu seiner Messianität und Gottessohnschaft offen bekennen, sondern ihn zugleich offenbaren lässt, dass der Messias identisch mit dem eschatologischen Richter, dem Menschensohn ist.

### Jüngerschaft und Nachfolge

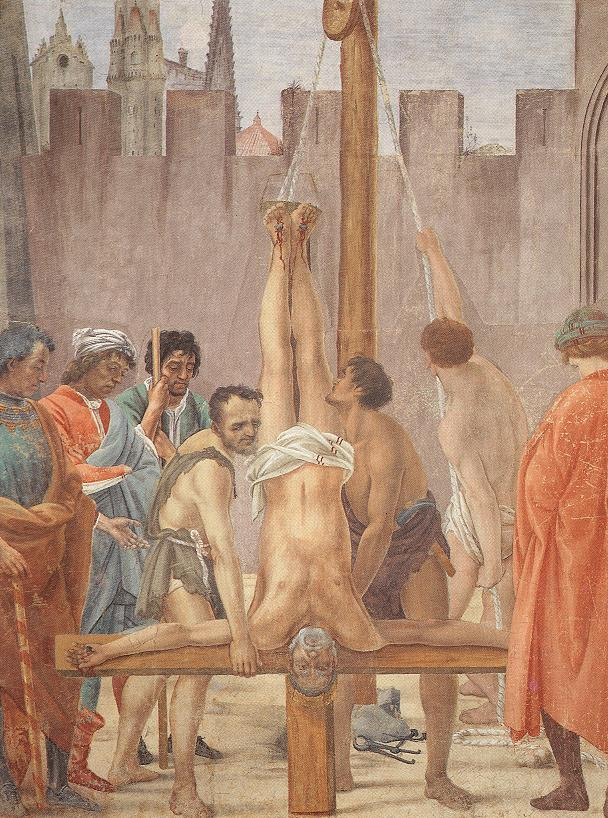
Nach Jesu Tod tritt Petrus in seine Nachfolge; hier dargestellt in einem Fresko von Filippino Lippi

Zur Jüngerschaft Jesu kommt es meist durch Berufung (zum Beispiel 1,16–20 ), aber auch durch freien Anschluss an ihn. Jesu Berufung in den Jüngerkreis ist mit einer Umkehraufforderung verbunden, die durch die Begegnung mit ihm erfüllt wird, weshalb sich sein Ruf insbesondere an Sünder richtet (vgl. 2,17 ). Diese Umkehr ist dabei mit einer Relativierung aller natürlichen Bindungen verbunden, denen die Jüngerschaft als „familia dei“ entgegengesetzt wird, hinzu tritt die unbedingte Orientierung am Gebot der Gottes- und Nächstenliebe (vgl. 3,35  und 12,28–34 ). Dementsprechend möchte Markus Jüngerschaft vor allem als Dienst verstanden wissen, bei dem es keinen Streit um die Autorität geben darf. Er lässt seinen Jesus in 8,34  absolute Leidensbereitschaft fordern und betont damit, dass Nachfolge vor allem Kreuzesnachfolge ist.
Mit der Thematik der Nachfolge ist der markinische Glaubensbegriff eng verbunden: Der Evangelist setzt dem Unglauben und dem Rest von Unglauben im Glauben seitens der Menschen den unbedingten Glauben Jesu entgegen. Dies wird insbesondere symbolisch in den Heilungen an Blinden und Tauben entfaltet. Auch die unter dem Kreuz Versammelten werden schließlich aufgeteilt in Glaubende und Ungläubige. Markus betont hiermit den Gnadencharakter des Glaubens: Zum Glauben gelangt nur, wer durch Gott dazu berufen wird.
Markus versteht die Zwölf als Zeugen des Lebens Jesu, die die Verbindung zwischen Jesu Wirken und der kirchlichen Verkündigung sicherstellen. Der Zwölferkreis der Apostel ist Repräsentant der gesamten Jüngerschaft, an ihm verdeutlicht Markus, was seine Leser beherzigen und beachten sollen. So bevollmächtigt sein Jesus die Zwölf zu einem, seinem eigenen ähnlichen, Wirken und legitimiert dadurch die Arbeit der markinischen Gemeinde. Zugleich belehrt Markus seine Gemeinde hinsichtlich der Erwartungen an sie und hinsichtlich der Gefahr des Versagens in der Nachfolge.
Auffällig ist innerhalb des Evangeliums das Versagen der Jünger, das neben ihrer hohen Berufung steht. Dies wurde ursprünglich im Zusammenhang mit dem Messiasgeheimnis gesehen, wird heute jedoch nur noch zu dessen weiterem Rahmen gezählt und davon getrennt betrachtet. Man sieht hierin im Wesentlichen zweierlei Anliegen des Evangelisten:
1. verdeutlicht er hier, dass seine Gemeindemitglieder sich einzig und allein Jesus anvertrauen sollen und keinen anderen Vorbildern, die alle von der Gefahr des Versagens in der Kreuzesnachfolge betroffen sind
2. zeigt die erneute Berufung der Jünger nach ihrem Versagen während Jesu Passion, dass Markus Jüngerschaft vor allem als geschenkte Gnaden verstanden wissen will und insofern als Angelegenheit des erhörungsgewissen Betens versteht.[58]

### Neuere Tendenzen in der Forschung
Jüngere Stellungnahmen zum Markusevangelium richten sich vor allem gegen die Geheimnistheorie, die im 20. Jahrhundert die Markusforschung zentral beschäftigt hat. So sehen einige Exegeten Markus wieder verstärkt als eher konservativen Redaktor, der keine eigenständige christologische Konzeption hat, sondern vor allem durch die Christologie seiner Traditionen bestimmt ist. Durch eine solche Annahme würde auch die Idee einer markinischen Geheimnistheorie hinfällig. Andere Forscher halten hingegen an der Geheimnistheorie fest und interpretieren diese in vielfältiger Weise um.
Generell wird Markus heute weniger vom Messiasgeheimnis her interpretiert; andere Aspekte seiner Theologie rücken in den Vordergrund. So beschäftigt man sich etwa mit dem markinischen Glaubensverständnis, dem Nachfolgegedanken, der Soteriologie, aber auch mit seiner Erzählstruktur, seiner Einbindung in die Literatur in seiner Zeit und der Bedeutung seines kulturhistorischen Beitrags.

## Religionsgeschichtliche Stellung

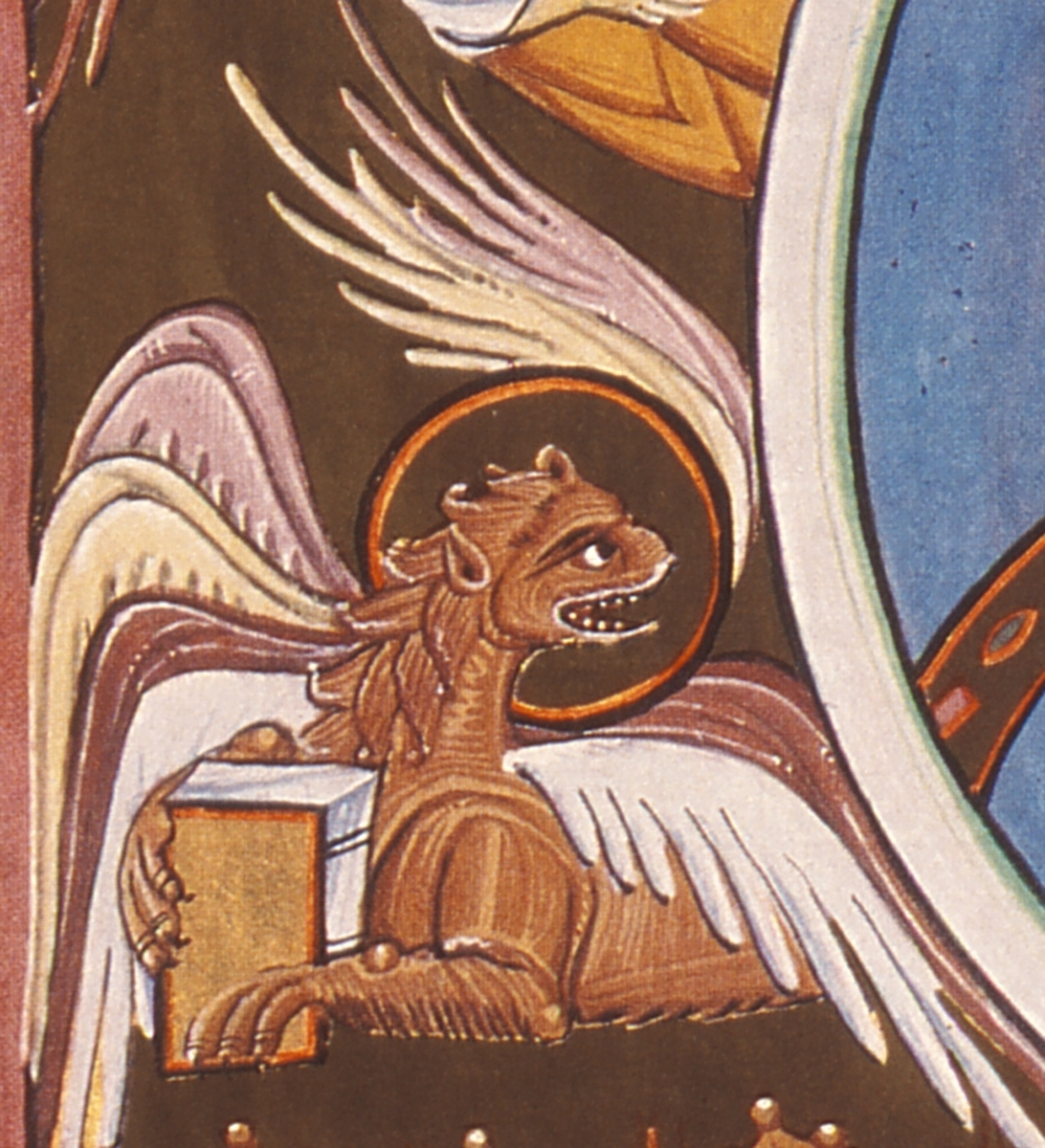
Der Löwe gilt als das Symboltier des Evangelisten Markus, hier in der Bamberger Apokalypse

Das Markusevangelium nimmt in der Religionsgeschichte eine zentrale Stellung ein, da es zwei Übergänge markiert: den Übergang von der mündlichen Jesustradition zur Evangelienschreibung, und das Hineinwachsen des Christentums aus der jüdisch-palästinischen Welt in den hellenistisch-römischen Kulturraum. Vor Markus existierte Jesustradition vielfach in mündlicher Form, etwa in Predigt, Katechese und Liturgie, die auch noch neben Markus weiterlief und dann etwa als Sondergut in den späteren Evangelien Eingang gefunden hat. Sicher existierten auch schon vor Markus schriftliche Traditionen zu Jesus, etwa in der Logienquelle Q oder der Passionserzählung. Diese vormarkinischen Traditionen belichteten jedoch lediglich eine Anekdote aus dem Leben Jesu, so dass unseres Wissens Markus wirklich der erste war, der das Leben Jesu von der Taufe bis zum Tod am Kreuz in einer chronologischen Abfolge darzustellen versuchte. Was ihn hierzu veranlasst hat, ist recht umstritten. Immer wiederkehrende Thesen sind, dass die markinische Gemeinde sich mit diversen Irrelehrern auseinanderzusetzen hatte, gegen die Markus sein Evangelium als apologetische Schrift verfasst habe, oder dass er den christlichen Glauben, der in der damaligen Zeit einen Wandel erfahren hat, schriftlich festhalten wollte, zumal in der Zeit der Abfassung die Generation der Zeitgenossen Jesu zunehmend ausgestorben ist.
Zur Weitergabe der Traditionen hat Markus eine neue literarische Gattung geschaffen, die er εὐαγγέλιον (Evangelium) nennt. Diese Gattung drückt auch die Verbindung des hellenistischen mit dem semitischen Kulturraum aus, die einen ersten großen Abschnitt der Kirchengeschichte bestimmt: Markus greift aus dem semitischen (alttestamentlichen) Kulturraum die Idee eines Prophetenbuches auf und ordnet dieses zugleich in Form einer chronologischen Biografie, die sich an den hellenistischen Herrscherbiografien orientiert. Diese neue Gattung wurde dann später von Lukas, Matthäus, Johannes und diversen apokryphen Autoren nachzuahmen versucht.

## Wirkungsgeschichte
Gemäß der Zweiquellentheorie war das Markusevangelium das älteste der drei synoptischen Evangelien, es diente den anderen beiden Evangelien, den „Großevangelien“ Matthäus und Lukas, als Vorlage. Eine Schwierigkeit für die einfach klingende Zweiquellentheorie ergibt sich dadurch, dass bei Perikopen, die alle drei Synoptiker gemeinsam haben, oft Matthäus und Lukas in ihrer Formulierung miteinander übereinstimmen, während Markus eine abweichende Formulierung hat. Man spricht von „minor agreements“, also „kleineren Übereinstimmungen“. Dass Matthäus und Lukas beim Übernehmen und Bearbeiten ihrer Markus-Vorlage derart häufig zufällig zur selben Abänderung gelangten, ist äußerst unwahrscheinlich. Daher musste die Zweiquellentheorie dahingehend verändert werden, dass ein angenommener „Urmarkus“ die Vorlage für Matthäus und Lukas darstellte. Dieser Urmarkus habe die nun bei Matthäus und Lukas erkennbare – und von ihnen beibehaltene – Formulierung enthalten, während Markus beim Überarbeiten des ursprünglichen Urmarkus oft die Formulierung abänderte. Eine andere Möglichkeit sieht so aus, dass Matthäus und Lukas einen „Deutero-Markus“, also eine Überarbeitung des Markusevangeliums, als Vorlage verwendet haben. Die Zweiquellentheorie beinhaltet also eine Reihe von Annahmen und wird von vielen Neutestamentlern als unbefriedigend empfunden. Bei der Suche nach alternativen Theorien zeigte sich aber bisher keine, die breite Zustimmung findet, so dass weiterhin die Zweiquellentheorie – oft in modifizierter Form – den Ausgangspunkt der Überlegungen bildet.
Das Markusevangelium wurde bereits in der Alten Kirche – trotz seiner (vermuteten) Priorität – im Vergleich zu den anderen Evangelien auffallend wenig verwendet. Andererseits war es fester Bestandteil des werdenden neutestamentlichen Kanons, es gab anscheinend kaum Versuche, auf Markus mit seinem kleinen Sondergut zu verzichten, was man damit hätte begründen können, dass sein Inhalt ohnehin weitgehend auch im Matthäus- und im Lukasevangelium enthalten sei.
Die Besonderheit des Markusevangeliums wurde erst spät wahrgenommen. Wenn die Vermutung der Priorität des Markusevangeliums zutrifft, war sein Autor der Schöpfer der literarischen Gattung „Evangelium“, der Kern des Neuen Testaments. Somit hätte Markus auch dazu beigetragen, dass sich die christliche Theologie auf die Passion Jesu konzentrierte und das Kreuz eine zentrale Bedeutung für den christlichen Glauben erhielt. In der Kunst hat das Markusevangelium eine breite Rezeption erfahren, so zum Beispiel in den Pestkruzifixen des Hochmittelalters oder der Konzeption des Isenheimer Altares.